# Euthalia phantasma
Euthalia phantasma är en fjärilsart som beskrevs av Hans Fruhstorfer 1913. Euthalia phantasma ingår i släktet Euthalia och familjen praktfjärilar. Inga underarter finns listade i Catalogue of Life.